# Diphtherocome pallida
Diphtherocome pallida là một loài bướm đêm trong họ Noctuidae.